# Władisław Jużakow
Władisław Giennadijewicz Jużakow (ros. Владислав Геннадиевич Южаков; ur. 25 stycznia 1986 w Czusowoju) – rosyjski saneczkarz startujący na torach lodowych w konkurencji dwójek, mistrz świata i dwukrotny mistrz Europy w konkurencji sztafet.
Jego partnerem w dwójkach początkowo był Władimir Machnutin, a następnie Jurij Prochorow.

## Kariera
Pierwszy sukces osiągnął w 2006 roku, kiedy podczas mistrzostw świata juniorów w Altenbergu zdobył brązowy medal w zawodach drużynowych. W tej samej konkurencji zdobył też złoty medal na mistrzostwach Europy w Paramonowie i srebrny na mistrzostwach świata w Altenbergu rozgrywanych w 2012 roku. Zdobył też srebrny medal w dwójkach i złoty w drużynie podczas mistrzostw Europy w Siguldzie w 2014 roku oraz medal brązowy w drużynie na mistrzostwach Europy w Oberhofie w 2013 roku. Kolejny sukces osiągnął w 2019 roku zdobywając tytuł mistrzowski w drużynie na mistrzostwach świata w Winterbergu. Zajął także dziewiąte miejsce w dwójkach podczas igrzysk olimpijskich w Soczi w 2014 roku. Na rozgrywanych cztery lata wcześniej igrzyskach w Vancouver był dziesiąty.